# Welling (Adelsgeschlecht)

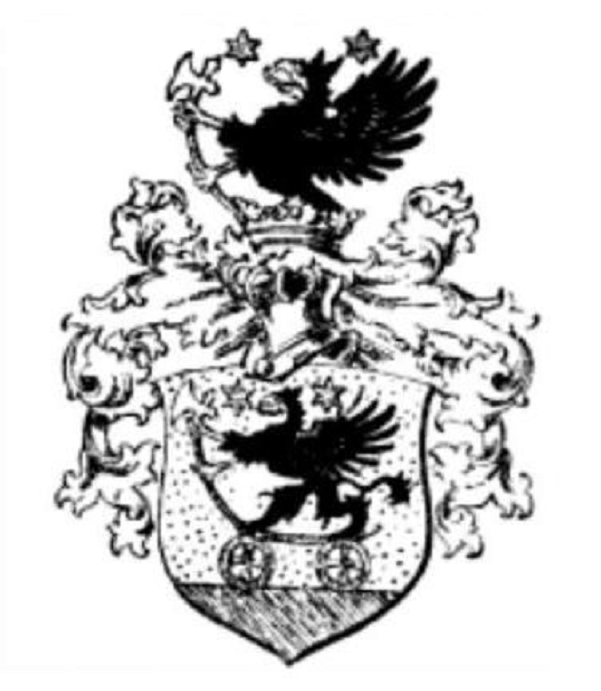
Wappen der Welling

Welling, auch: Welinck, Welling genannt vom Hoff, Wellingk oder schwedisch Vellingk ist der Name eines ursprünglich aus Münster in Westfalen stammenden livländischen Adelsgeschlechts, das vor allem in Schweden zu hohen Ehren und Ansehen gelangte.
Das Geschlecht ist nicht verwandt mit den aus Northeim stammenden und bei der Bayerischen Ritterschaft immatrikulierten von Welling.

## Geschichte
Im Kirchspiel Südlohn gab es ein Gut namens Welinck, welches 1353 Bischof Ludwig von Münster an den Knappen Johann von Bermentvelde als Burglehngut verpfändete. Macharius Welinck war um 1450 bis 1474 Rektor des Fraterhauses Münster. Adelheid Welinck († 1499) trat 1488 in das Schwesternhaus Marienbrink im münsterländischen Coesfeld ein. Bereits im 15. Jahrhundert hatte die Familie Verbindungen ins Baltikum, denn 1489 bekannte Hermann Welinck, Bürger zu Münster, zugleich in ehelicher Vormundschaft für seine Frau Else Welck, dass sie die Eltern des in Reval verstorbenen Johann Welinck sind. Die Stammreihe beginnt die Familie Welling mit dem 1500 in Münster geborenen Adam Welinck/Wellingk, 1531, 1534, 1535 und 1538 Bürgermeister der münsterländischen Hansestadt Werne, und war bereits vor 1576 in Riga unter der Bürgerschaft. 1576 urkundete der Doktor beider Rechte Gotthard Welling als Bürgermeister. Am 4. Januar 1580 erging für ihn durch König Stephan Báthory der erbliche polnische Adelsstand. Während der Kalenderunruhen in Riga unschuldig des Verrats bezichtigt und 1586 hingerichtet, wurde sein Leichnam im Dom zu Riga beigesetzt. Ein gleichnamiger Sohn, 1579 in Riga geboren, wurde 1610 Rigaer Ratsherr, bekleidete 1632 einige Monate, wie sein Vater, das Amt des Bürgermeisters von Riga, wurde 1646 Obervogt und Assessor des Schlossgerichts, Vizepräsident des Hofgerichts und 1647 Präsident des livländischen Oberkonsistoriums. Er starb 1656 und wurde im 1657 neben seinem Vater im Dom zu Riga beigesetzt.
Der schwedische Freiherrnstand kam am 23. Dezember 1676 an die Brüder Otto Vellingk (1649–1708) und Mauritz Vellingk (1651–1727). Beide wurden 1678 in die Freiherrnklasse der schwedischen Ritterschaft introduziert. Eine erneute Hebung, in den schwedischen Grafenstand, erfolgte am 30. Mai 1711, mit Introduzierung bei der Grafenklasse im Jahre 1719. Mit obigem zuletztgenannten Graf Mauritz Vellingk hat die Gräfliche Linie des Geschlechts ihren Ausgang im Mannesstamm gefunden, da sowohl sein Sohn Graf Ernst August Vellingk († 1723) als auch sein Neffe Graf Otto Mauritz Vellingk († 1725) vor ihm verstarben. In Finnland setzte sich die Stammlinie fort.
1582 bis 1585 war Jerkull ein Lehen der Familie. Weiterhin gehörte im 17. Jahrhundert auch das Dorf Maidsen bei Treiden und das Gut Jewe in Wierland der Familie. Bis 1724 waren Uxküllshof bzw. Ninigal und Zehrten bei Smilten, sowie Gresten bei Ronneburg in Familienbesitz, 1725 kam noch Noetkenshof kurzzeitig hinzu. In Schweden waren die Schlösser Sturehov nach 1661 und Ekenäs 1687 bis 1727 in Familienbesitz, weiterer Gutsbesitz hat auch in Finnland bestanden.

## Stammreihe
- Adam Welinck, ⚭ Sophia von Undäss

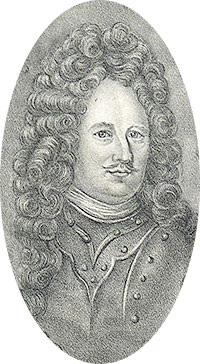
Graf Otto Vellingk (1649–1708), Lithografie von Johan Henric Strömer (1847)

  - Philipp Welling vom Hoff († 1563), ⚭ Margareta von Tepel
    - Dr. Gotthard Welling († 1586), 10. August 1574 Promotion in Basel bei Adam Henricpetri,[9] 1576 Bürgermeister von Riga, 1580 polnischer Adelstand, im Zuge der rigischen Kalenderunruhen[10] hingerichtet, ⚭I Vendela Rigeman († 1585), ⚭II 1586 Anna Witting
      - Gotthard Welling (1579–1656), 1601 Studium in Leiden, 1610 Ratsherr in Riga, 1632 Bürgermeister von Riga, 1646 Obervogt, Assessor des Schlossgerichts, Vizepräsident des Hofgerichts und Präsident des livländischen Oberkonsistoriums, ⚭I Catharina von Kanne († 1648), ⚭II Anna Catharina von Hundertmark, genannt Spannenberg († nach 1687)
        - Otto Vellingk (1610–1656), Herr auf Jahmus und Kalmatka in Finnland, schwedischer Oberst und Gesandter nach Siebenbürgen, ⚭ Christina Mannersköld († 1679)
          - Christine Wellingk, ⚭ Moritz von Wrangel († 1713)
          - Elsa Wellingk, ⚭ Ewert Wolmar von Wrangel (1634–1695)
          - Graf Otto Vellingk (1649–1708), schwedischer Generalmajor, ⚭II Freiin Johanna Margareta von Tiesenhausen
            - Anna Christina Vellingk († 1712), ⚭ 1708 Freiherr Gustaf Otto Creutz (1686–1717), schwedischer Oberstleutnant
            - Otto Mauritz Vellingk (1698–1725), schwedischer Oberstleutnant
            - Ottiliana Vellingk (1697–1766), ⚭ 1722 Graf Sven Lagerberg, schwedischer Reichsrat

          - Graf Mauritz Vellingk (1651–1727), schwedischer Reichsrat und General, ⚭I 1685 Freiin Ebba Margareta Banér (1661–1695), ⚭II Johanna Elisabet Rothlieb (* 1665)
            - Ernst August Vellingk (1685–1723), schwedischer Kammerherr, Generaladjutant und Oberst
            - Ulrika Christina Vellingk (1687–1766), ⚭ 1707 Freiherr Johan Banér (1659–1736), schwedischer Generalleutnant
            - Fredrika Johanna Vellingk († jung)

          - Katharina Wellingk († nach 1699), ⚭ Georg Anton von Brakel (1627–1686), Herr auf Kochtel, schwedischer Oberst und Vizekommandant in Narwa

        - Dorotea Vellingk, ⚭ Abraham Larsson Hirsch Freiherr zu Kronhjort, schwedischer Major
        - Gotthard Welling (1624–1656), schwedischer Diplomat ⚭ Christina von Treyden (* 1621)
          - Otto Johan Vellingk (1641–1688), schwedischer Rittmeister, ⚭ Catarina Cappel (1645–1711)
            - Charlotta Vellingk (1682–1754), ⚭I Carl Erik Furumarck (1658–1704), schwedischer Kapitän, ⚭II Henrik Johan von Knorring (1683–1752), schwedischer Oberst
            - Johanna Ebba Wellingk (1687–1755), ⚭I 1708 Torsten Claesson Jägerhorn af Storby (1681–1714), schwedischer Major, ⚭II 1718 Adolf Johan Sahlo (1690–1728), ⚭III 1730 Gustav Adolf von Konow (1681–1742), schwedischer Oberstleutnant

          - Gustaf Mauritz Wellingk (1642–1710), Assessor in Åbo, ⚭I 1669 Elisabet Christina Wärnschöld (1650–1692), ⚭II 1695 Margareta Elisabet Taube († 1704), ⚭III 1705 Anna Margareta Karlsdr von Lindelöf (1682–1758)
            - Maria Vellingk (1677–1757), ⚭ Henrik Stålhandske (1647–1714), Assessor
            - Elisabet Christina Vellingk (* 1680), ⚭ Johan Appelbom († 1710), schwedischer Oberstleutnant
            - Anna Charlotta Wellingk (* 1683), ⚭ Johan Wilhelms (* 1683), schwedischer Vizeadmiral
            - Gotthard Vellingk (1685–1734), schwedischer Kapitän, ⚭ Dorotea Carpelan (1700–1776)
              - Charlotta Wellingk (1730–1794)
              - Lars Gottfried Wellingk (1725–1798), ⚭ Gustava Johanna Starck (* 1735)
              - Gotthard Johan Wellingk (1734–1804), schwedischer Leutnant, ⚭I 1796 Elisabeth Wahlman (1771–1832), ⚭II Christina Margareta Tammelin (1735–1779) setzt die Stammlinie mit Kindern aus beiden Ehen fort
              - Christina Elisabeth Wellingk (* 1728), ⚭ Gustaf Johan Boerman († 1784)

            - Christina Helena Wellingk (1697–1749), ⚭ Freiherr Heinrich Johann Rehbinder (1684–1747), schwedischer Kapitän
            - Anna Margareta Vellingk (* 1709), ⚭ Reinhold de la Motte (1705–1742)

          - Dietrich Adolph Wellingk (1644–1670), schwedischer Leutnant und Hofjunker, ⚭ Anna Margareta Galle († nach 1657)
            - Anna Gertrud Wellingk († 1710), Erbin von 1/2 Aitz, ⚭ Heinrich Otto von Brackel († 1713), Herr auf Kochtel und Aitz, schwedischer Generalmajor

          - Catharina Elisabet Vellingk, ⚭ Johan Klingenberg († 1684), schwedischer Kapitän

        - Adolph Axel Welling (1625–1672), schwedischer Oberstleutnant,[11] ⚭ Hebbla Drake af Hagelsrum (1632–1707)
          - Hebbla Christina Vellingk (1658–1728), ⚭ Erik Bagge af Berga († 1705)

        - NN Welling, ⚭ Jost von Taube

## Wappen
Blasonierung: Das Stammwappen zeigt im goldenen Schild auf grünem Boden einen mit den Hinterpranken auf zwei vierspeichigen roten Rädern stehenden, eine silberne Hellebarde an gebogenem goldenem Stiel mit allen Vieren haltenden schwarzen Greif, oben beiderseits von fünfstrahligem blauem Stern begleitet; auf dem gekrönten Helm wächst der Greif mit Hellebarde und Sternen.